# Конарське сільське поселення
Кона́рське сільське поселення (рос. Конарское сельское поселение) — муніципальне утворення у складі Цівільського району Чувашії, Росія. Адміністративний центр — селище Конар.
Станом на 2002 рік існували Староакташевська сільська рада (присілки Другі Тойзі, Нове Акташево, Старе Акташево, Хутір Шинери, селище Конар) та Хорамалинська сільська рада (присілки Великі Кришки, Кілейкаси, Лісні Кришки, Хорамали).

## Населення
Населення — 1344 особи (2019, 1553 у 2010, 1692 у 2002).

## Склад
До складу поселення входять такі населені пункти:
| Населений пункт          | Населення, осіб (2002) | Населення, осіб (2010) |
| ------------------------ | ---------------------- | ---------------------- |
| Великі Кришки, присілок  | 10                     | 10                     |
| Другі Тойзі, присілок    | 142                    | 133                    |
| Кілейкаси, присілок      | 182                    | 194                    |
| Конар, селище            | 816                    | 743                    |
| Лісні Кришки, присілок   | 16                     | 3                      |
| Нове Акташево, присілок  | 78                     | 64                     |
| Старе Акташево, присілок | 197                    | 163                    |
| Хорамали, присілок       | 234                    | 229                    |
| Хутір Шинери, присілок   | 17                     | 14                     |